# Інституційна система
Інституційна система – в цивільному праві (правотворчості у галузі цивільного законодавства) прийом юридичної техніки, при якому виклад інститутів цивільного законодавства виходить з послідовного поділу цивільного (приватного) права на три основних розділи: 1) правове становище суб’єктів ("особи"); 2) об’єкти права і відповідні їм майнові права ("речі"); 3) способи реалізації та захисту цивільних прав ("позови"), що включали правила зобов’язально-правового і навіть  процесуально-правового характеру . Така система розрахована на порівняно мало розвинуту диференціацію. За цією системою побудований перший європейський Цивільний кодекс – ЦК Франції 1804 р. (Кодекс Наполеона, Code Civil) – класичний приклад інституційної системи. Цей Кодекс (у первинній редакції) розділений на три основні частини: "Особи" (тобто власники), включаючи сімейно-правові норми; "Речове право" (тобто їх майно і права на нього) і "Набуття власності" (включаючи спадкове і зобов’язальне право). Така юридико-технічна модель викладу цивільно-правових норм бере початок від системи "Інституцій" римського юриста Гая (ІІ ст. н. е., близько 117 – 180 рр.).
Від пандектної системи інституційна система відрізняється тим, що не має загальної частини з викладом норм (положень) наступних трьох розділів (О.А. Підопригора).
Цивільний кодекс Наполеона по суті поклав початок романській гілці континентального цивільного (приватного) права, сприйнятої потім (з деякими  видозмінами) в Італії, Іспанії, Португалії та низці інших європейських і неєвропейських країн.
За інституційною системою побудований і законодавчий збірник "Зібрання малоросійських прав" .
Як інституційна, так і пандектна системи цивільного права представляють собою лише найзагальніші схеми, значно ровинуті й удосконалені після їх появи .